# Jack Power
Jack Power alias Mass Master (voorheen alias Counterweight en Destroyer) is een fictieve superheld uit de strips van Marvel Comics. Hij is een van de vier originele leden van Power Pack. Hij werd bedacht door Louise Simonson en June Brigman en verscheen voor het eerst in Power Pack vol. 1 #1.

## Biografie
Jack Power is het derde kind en de tweede zoon van James en Margaret Power. Jack was het zogenaamde "wild child" van de vier kinderen. Jack was acht jaar toen hij, zijn broer Alex en zijn zussen Julie en Katie superkrachten kregen van een stervende Kymellian genaamd Aelfyre Whitemane. De vier vormden hierna het superheldenteam Power Pack.
Jacks wilde persoonlijkheid maakte dat hij geregeld argumenteerde met zijn teamgenoten en vijanden. Queen Maraud, Power Packs aartsvijand, vreesde hem zelfs het meest omdat ze vreesde dat Jack, in tegenstelling tot zijn broer en zussen, waarschijnlijk wel gebruik zou maken van de dodelijke effecten van zijn krachten
Echter, dit alles maakte Jack ook tot een van de belangrijkste teamleden. Hij was zeer loyaal aan het team, moedig, en hield ook in lastige situaties het hoofd koel. Jack wordt ook gezien als het meest innovatieve lid van het team, vooral op het gebied van bekenken van nieuwe variaties voor zijn krachten. Toen hij nieuwe superkrachten kreeg, ontdekte hij al snel hoe hij deze het beste kon gebruiken.
Recentelijk, in de Power Pack miniserie uit 2000, toonde Jack ook een wat mildere kant van zichzelf toen hij er serieus over nadacht het team te verlaten om voor zijn moeder te gaan zorgen.

## Leeftijd
Jack is de op een na jongste van het Power Pack team. Aan het begin van de originele serie was hij 8 jaar, en gedurende de serie werd hij 9. In de miniserie uit 2000 was hij 12 jaar oud. Zijn huidige leeftijd wordt geschat op 15.
In de Power Pack miniseries uit 2005-2006 was hij 10 jaar, maar deze series staan los van de standaard (616) continuïteit waarin de meeste Marvel strips zich afspelen.

## Krachten
Jacks originele en tevens meest bekende kracht was die van dichtheidscontrole. Hij kon zijn eigen lichaamsdichtheid beheersen en zo veranderen in gas. Na een paar delen leerde hij ook hoe hij zichzelf kon verkleinen en zijn dichtheid kon vergroten. Jacks primaire verdediging was in gas veranderen om zo te ontkomen aan fysieke aanvallen. Zijn primaire aanval was de "Jack Hammer," waarin hij zich bovenop vijanden liet vallen in zijn superdichte vorm.
In Power Pack #25, wisselden de Power Pack leden van krachten en kreeg Jack de zwaartekracht manipulatie van zijn broer Alex. Hij kon de zwaartekracht van zichzelf, en alles wat hij aanraakte, uitschakelen en zo voorwerpen doen zweven. Jack modificeerde deze krachten door de "Super-G" klap te ontwikkelen, waarin hij de zwaartekracht van zijn vuist enorm vergrote, en daarmee ook het effect van de klap die hij een tegenstander gaf.
In Power Pack #52 kreeg Jack de energiekrachten van zijn zus Katie. Dit stelde hem in staat materie te veranderen in energie, en energie uit de omgeving op te slaan. Hiermee kon hij explosieve ballen ("power balls" genoemd) opwekken.
In de Power Pack Holiday Special kreeg Jack zijn oude krachten terug. In de 2000 mini-series bleek dat Jack tevens de dichtheid van de lucht om hem heen kan beïnvloeden, en zo krachtvelden kan creëren. Deze kracht werd echter niet uitgevonden door hem, maar door zijn zus Julie toen zij tijdelijk de dichtheidskrachten had.
Net als de andere Power kinderen heeft Jack de genezende krachten van een Kymellian, waardoor hij kleine verwondingen meteen kan genezen. Hij was ook mede-eigenaar van het zelfdenkende ruimteschip Friday.